# Andy Lee (football américain)
Pour les articles homonymes, voir Lee.
(en) Statistiques sur pro-football-reference
Andrew Paul « Andy » Lee, né le 11 août 1982 à Westminster, est un joueur américain de football américain.
Punter, il joue en National Football League (NFL) pour les Panthers de la Caroline depuis 2016 après avoir joué pour les 49ers de San Francisco (2004–2014) et les Browns de Cleveland (2015).